# ケダ地区
ケダ地区（ケダちく、グルジア語: ქედის მუნიციპალიტეტი、グルジア語ラテン翻字: Kedis Munitsipaliteti）は、ジョージアのアジャリア自治共和国にある地区。行政中心地はケダ。

## 地理
ケダ地区はアチャリスツカリ川の中流にあり、アチャリスツカリ川が地区の中央を流れている。アチャリスツカリ川の全長90キロメートルのうち半分に近い42キロメートルが、このケダ地区を流れている。またアチャリスツカリ川の左支流であるメリシ川も、この地区にとって重要な位置づけである。ケダ地区の周囲は、北をコブレティ地区、東をシュアヘヴィ地区、西をヘルヴァチャウリ地区に囲まれ、南はトルコと17キロメートルの国境線で接している。
ケダ地区の総面積は452平方キロメートルである。人口は1万6,760人（2014年時点）。行政中心地は標高約200メートルにある町ケダ。最高峰はゴマ山（2,441メートル）。

### 自然
ケダ地区のアチャリスツカリ川の峡谷には、コルキス型の植生が広がっている。谷の斜面にはブナ属やクリ属の樹木が多く分布し、ムラサキセキナンやキバナツツジの草花、ハシバミ属やスノキ属の植物、そしてセイヨウバクチノキがよく発達している。ヤマナシ、セイヨウリンゴ、シナノグルミ、セイヨウミザクラ、セイヨウカリン、カキノキ、ベニバスモモといった果樹が見られるのも特徴である。標高の高い部分は混交林に針葉樹が混じり、ごく一部には亜高山植物と高山植物も自生している。
ケダ地区では広い範囲で絶滅危惧植物が発見されており、クヴェダ・マフンツェティの地域には第三紀からの遺存種であるヨーロッパイチイやコルキスツゲが生育している。ブナやクリの森には、イノシシ、アカシカ、ノロジカ、ユーラシアヒグマ、オオカミ、キンイロジャッカル、キツネ、ヨーロッパアナグマ、ハリネズミ、ユウダ属のヘビやハナダカクサリヘビが生息している。鳥類ではサヨナキドリ、ヒバリ、ツグミ、トビ、カササギなど多様な種が見られる。川ではバーベル、マス、ハゼが生息している。
年間降水量は1,500ミリメートル。気候は亜熱帯に近い。

## 行政区画
ケダ地区には10の行政区画があり、1ダバ、10テミで構成されている。11テミの下には、合計63村が存在する。
1. ケダ・ダバ管区
ダバ (1): ケダ
2. ケダ・テミ
村 (11): ケダ（グルジア語版）、グレビ（グルジア語版）、フンクダ（グルジア語版）、オルツヴァ（グルジア語版）、アルセナウリ（グルジア語版）、シェヴァブリ（グルジア語版）、ゼンツマニ（グルジア語版）、コロムヘティ（グルジア語版）、ツヘムナ（グルジア語版）、アクツァ（グルジア語版）、ゼンディディ（グルジア語版）
3. ダンダロ・テミ
村 (7): ダンダロ（グルジア語版）、タキゼエビ（グルジア語版）、モシアシヴィレビ（グルジア語版）、ゴギアシヴィレビ（グルジア語版）、バラゼエビ（グルジア語版）、ハラウラ（グルジア語版）、ジャラバシヴィレビ（グルジア語版）
4. ドロガニ・テミ
村 (3): ドロガニ、チャラフメラ、チンカゼエビ
5. ズヴァレ・テミ
村 (5): ズヴァレ（グルジア語版）、ゼソペリ（グルジア語版）、クヴァシタ（グルジア語版）、シラビゼエビ（グルジア語版）、ヴァイオ
6. ムフンツェティ・テミ
村 (9): ゼダ・ムフンツェティ（グルジア語版）、クヴェダ・ムフンツェティ（グルジア語版）、ズンダガ（グルジア語版）、ゼダ・ブズブズ（グルジア語版）、クヴェダ・ブズブズ（グルジア語版）、ウチヒティ（グルジア語版）、ナムリセヴィ（グルジア語版）、コソペリ（グルジア語版）、ミリシ（グルジア語版）
7. メリシ・テミ
村 (7): メリシ（グルジア語版）、シハリゼエビ（グルジア語版）、イナシャリゼエビ（グルジア語版）、ガレツケ（グルジア語版）、グンダウリ（グルジア語版）、ナモナスツレヴィ（グルジア語版）、シリバウリ（グルジア語版）
8. オクトムベリ・テミ
村 (5): オクトムベリ（グルジア語版）、クチュラ（グルジア語版）、メジブナ（グルジア語版）、アゴタ（グルジア語版）、ゴギニゼエビ（グルジア語版）
9. ピルヴェリ・マイシ・テミ
村 (4): ピルヴェリ・マイシ（グルジア語版）、ゼダ・アガラ（グルジア語版）、クヴェダ・アガラ（グルジア語版）、コロタウリ（グルジア語版）
10. ツフモリシ・テミ
村 (6): ツフモリシ（グルジア語版）、アホ、チェツキゼエビ（グルジア語版）、ゴブロネティ（グルジア語版）、ココタウリ（グルジア語版）、ゲゲリゼエビ（グルジア語版）
11. ツォニアリシ・テミ
村 (6): ツォニアリシ（グルジア語版）、ヴァルジャニシ（グルジア語版）、ティベタ（グルジア語版）、カンタウリ（グルジア語版）、アブケタ（グルジア語版）、サバドゥリ（グルジア語版）

## 人口
| 年   | 人口   | 男性  | 女性  | 出典  |
| ---- | ------ | ----- | ----- | ----- |
| 1959 | 17,204 |       |       |       |
| 1970 | 19,045 |       |       |       |
| 1979 | 19,232 |       |       |       |
| 1989 | 19,928 |       |       |       |
| 1991 | 19,100 |       |       |       |
| 2002 | 18,780 | 9,345 | 9,435 | [ 2 ] |
| 2014 | 16,760 | 8,410 | 8,350 | [ 3 ] |
| 2016 | 16,800 |       |       |       |
| 2017 | 16,800 |       |       |       |
| 2018 | 16,800 |       |       |       |

## 観光地
城塞
ツィヴァスラ要塞、ゲレビ要塞、サゴレティ要塞、カヴィアニ要塞、ゼンディディ要塞
橋
ダンダロ橋、マフンツェティ橋、ミツァ橋、ジャイメラ橋
博物館
ケダ歴史博物館、プリドン・ハルヴァシ博物館
聖堂
ズヴァレ聖ギオルギ聖堂、聖ニコロズ聖堂
その他
石でできた古代のワイン圧搾機

## ギャラリー

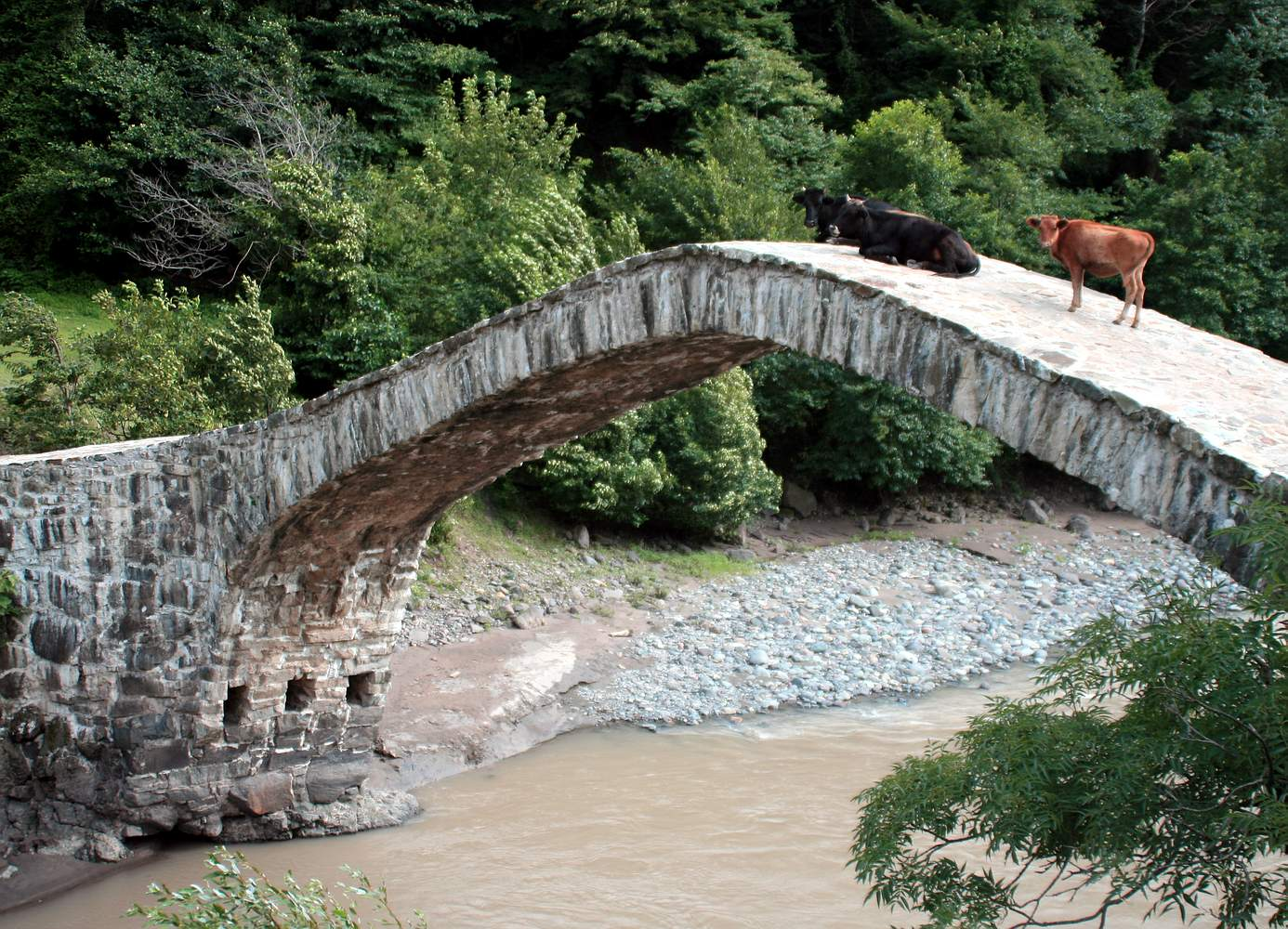
ダンダロ橋
マフンツェティ橋
ゲゲリゼ山
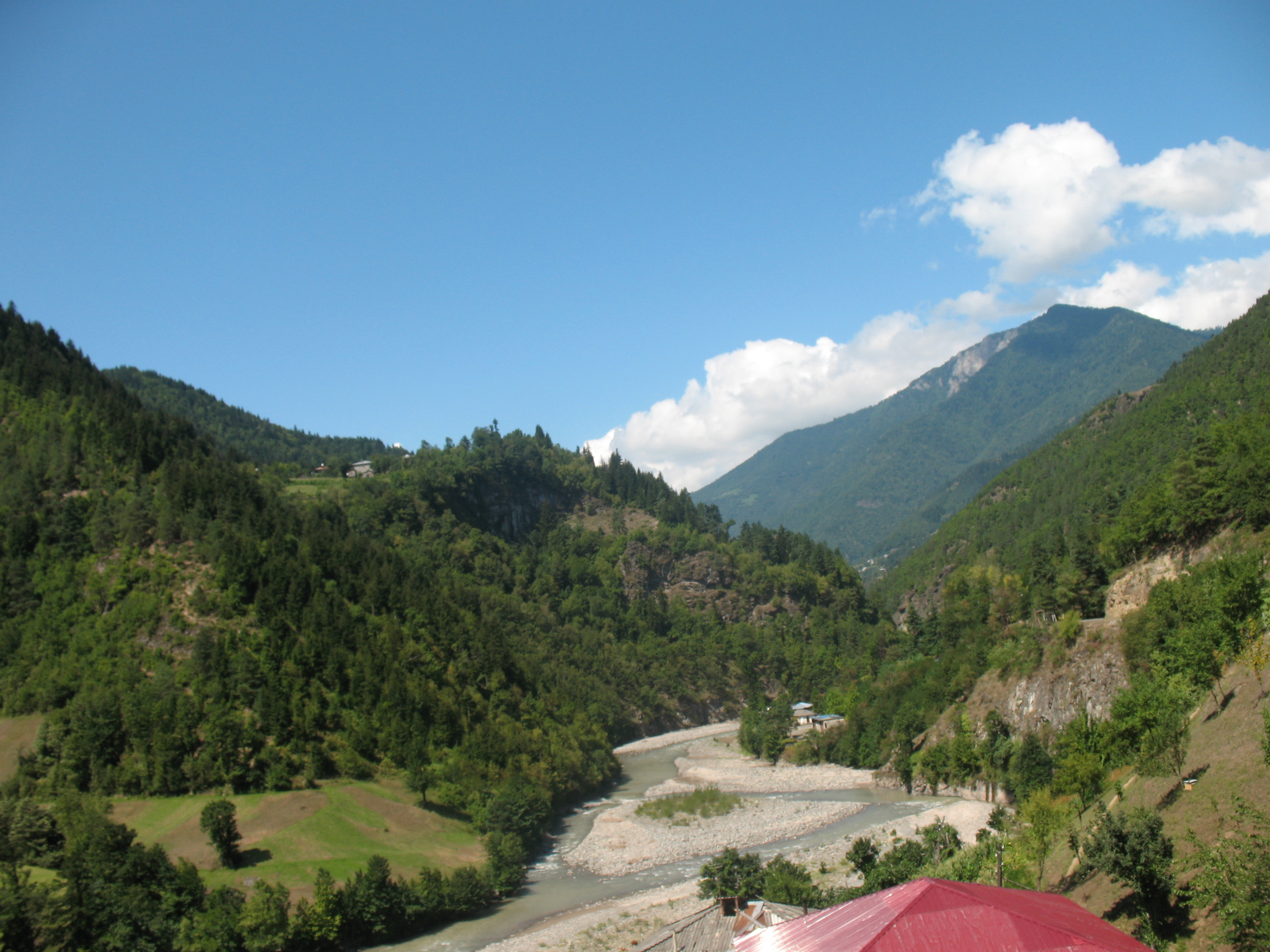
アチャリスツカリ川
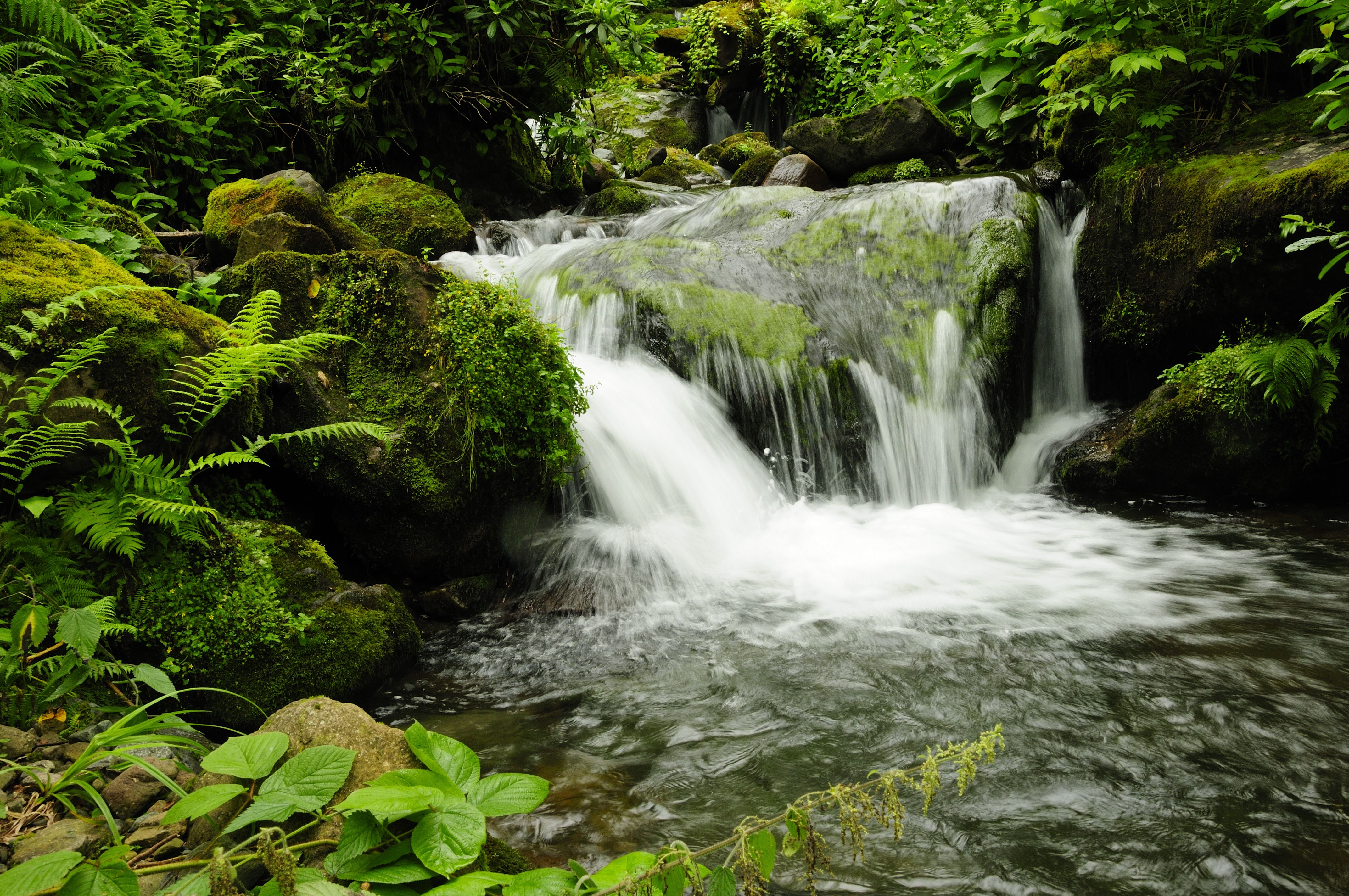
ムティララ国立公園（グルジア語版）の滝